# Muhos
Muhos este o comună din Finlanda.